# Закон Гейгера — Неттолла
Закон Гейгера — Неттолла — закон, описывающий функциональную связь между энергией альфа-частицы и периодом полураспада радиоактивного ядра. Открыт Х. Гейгером и Дж. Неттоллом в 1911 г.
{\displaystyle \lg {T_{1/2}}={a}{\frac {Z}{\sqrt {E}}}+b}
Здесь:
- {\displaystyle E} — энергия альфа-частицы
- {\displaystyle T_{1/2}} — период полураспада радиоактивного ядра
- {\displaystyle Z} — атомный номер ядра (заряд)
- {\displaystyle a}, {\displaystyle b} — константы

Закон позволяет определить период полураспада по экспериментальным данным о энергии испускаемой при реакции частицы, например, при альфа-распаде.

## История
Закон открыт в 1911 г. Теоретическую основу закона показали в 1928 г. Г. Гамов и, независимо, Р. Герни и Э. Кондон.